# Anton Hackl
Anton "Toni" Hackl (Ratisbona, 25 de março de 1915 — Ratisbona, 9 de julho de 1984) foi um piloto alemão durante a Segunda Guerra Mundial tendo atingido um total de 192 vitórias confirmadas.

## Juventude e início de carreira
Hackl nasceu em 25 de março de 1915 em Ratisbona, Alto Palatinado do Reino da Baviera, como parte do Império Alemão. Ele era filho de um mestre marceneiro. Ele se juntou ao Reichswehr (Exército da República de Weimar) em 1933, servindo inicialmente com o 20. (Bayerisches) Infanterie-Regiment (20.º Regimento de Infantaria da Baviera), subordinado à 7. Division (7.ª Divisão).
Em 1936, Hackl foi transferido para a recém-formada Luftwaffe, inicialmente servindo como motorista. Em 1937, ocupando o posto de Obergefreiter (cabo), Hackl foi enviado para Halberstadt, onde recebeu treinamento de voo. Lá, ele recebeu sua licença de piloto e foi treinado em acrobacias . Ele foi promovido a Unteroffizier em 1937, recebeu treinamento de piloto de caça e em abril de 1938 foi destacado para o II. Gruppe (2.º grupo) da Jagdgeschwader 77 (JG 77), na época sob o comando de Oberstleutnant (tenente-coronel) Carl-Alfred Schumacher. No início de 1938, o II. Gruppe do JG 77 era conhecido como Küstenjagdgruppe I./136 (Grupo Costeiro de Caças). Em outubro de 1938, o I./136 foi renomeado para II. Gruppe da Jagdgeschwader 333 (JG 333). Em 1 de maio de 1939, o Gruppe foi novamente renomeado e, a partir de então, passou a ser denominado II. Gruppe do JG 77.

## Segunda Guerra Mundial
A Segunda Guerra Mundial na Europa começou na sexta-feira, 1 de setembro de 1939, quando as forças alemãs invadiram a Polônia. No dia da invasão, Hackl foi promovido a Feldwebel (sargento) e não participou da campanha polonesa. No mes de fevereiro de 1940, Hackl esteve na Escola de Guerra (Kriegsschule) de Wildpark-Werder. Em 1 de maio de 1940, esteve na Noruega servindo com o 5./JG 77. Ele marcou as suas primeiras vitórias em 15 de junho de 1940 quando abateu dois Hudsons da RAF sobre Stavanger. Em 27 de junho ele abateu mais um Hudson, mas foi ferido neste confronto.
Ele foi promovido, passando de Oberfeldwebel para Oberleutnant por bravura em combate. Ele registrou quatro vitórias durante o tempo em que esteve na Noruega. Em 29 de julho de 1941, ele foi enviado para a Frente Oriental, sendo que até o final daquele ano o seu total de vitórias chegou até 27. Se tornou Staffelkapitän do 5./JG 77 no dia 23 de janeiro de 1942. Em 25 de maio de 1942, após a sua 51.ª vitória. Foi condecorado com a Cruz de Cavaleiro da Cruz de Ferro. Durante o mês de junho ele registrou um total de 11 vitórias, durante julho de 1942, Hackl abateu um total de 37 aeronaves inimigas em combates aéreos sobre e ao redor de Voronezh, incluindo seis vitórias no dia 21 de julho (vitórias de 72 até 77) e em 23 de julho (vitórias de 79 até 84). Em 3 de agosto de 1942, ele abateu três aeronaves russas chegando a sua 100.ª vitória. Após a sua 106.ª vitória em 6 de agosto, ele foi condecorado com as Folhas de Carvalho (109.ª). Ele abateu seu 118.ª e último inimigo na Frente Oriental, um LaGG-3, em 19 de setembro de 1942.
Ele foi transferido para a Tunísia com o II./JG 77 onde registrou outras 6 vitórias. Mas depois de uma batalha com P-38 Lightnings em 4 de fevereiro de 1943 ele foi gravemente ferido e foi retirado de ação durante vários meses. Ao se recuperar em setembro de 1943, ele operou com o Stab III./JG 11 na Defesa do Reich (Reichsverteidigung). Em 1 de outubro, se tornou Gruppenkommandeur do III./JG 11. Hackl abateu 25 bombardeiros quadrimotores durante o tempo em que esteve na III./JG 11. No mês de abril de 1944, ele assumiu o comando da Jagdgeschwader 11 por um curto período, antes de ser de novo gravemente ferido em combate com um P-47 em 15 de abril. Ele foi condecorado com as Espadas (Schwerter) da Cruz de Cavaleiro (78.ª) após as suas 162 vitórias em 13 de julho.
Durante o mês de julho de 1944, ele se tornou Kommodore do JG 76. Em 8 de outubro ele se tornou líder do II./JG 26 quando o Major Georg-Peter Eder (78 vitórias) foi transferido para o Kommando Nowotny. Nesta época "Toni" Hackl somava um total de 165 vitórias. No final de 1944 este número chegou a 172 vitórias. Em 30 de janeiro de 1945, foi o Kommodore da Jagdgeschwader 300 e, a partir de 20 de fevereiro, Kommodore da Jagdgeschwader 11 após a morte de Jürgen Harder (64 vitórias, morto em 17 de fevereiro de 1945). Durante os últimos meses de guerra Hackl foi creditado com mais 43 vitórias confirmadas, incluindo 20 no ano de 1945. As suas últimas 24 vitórias nunca foram oficialmente confirmadas. Anton Hackl sobreviveu à guerra e veio a falecer em 9 de julho de 1984 em Ratisbona.
Tendo voado mais de 1.000 missões de combate ao longo da guerra, o Major Anton Hackl alcançou a marca de 192 vitórias confirmadas, além de outras 24 vitórias aéreas não confirmadas: 131 na Frente Oriental e 61 vitórias na África e na Frente Ocidental, sendo que destas foram 34 bombardeiros quadrimotores - o segundo maior destruidor de bombardeiros (Viermottöter) da Luftwaffe. Foi abatido 8 vezes e ferido em outras 4 vezes.

## Sumário da carreira

### Condecorações
- Distintivo de Ferido em Ouro[5]
- Distintivo de Voo do Fronte da Luftwaffe em Ouro com Flâmula "1000"[5]
- Distintivo de Piloto/Observador[5]
- Bracelete de Campanha "Afrika"[5]
- Escudo da Crimeia[5]
- Cruz de Ferro (1939)
  - 2ª classe (6 de março de 1940)[9]
  - 1ª classe (2 de julho de 1940)[9]
- Cruz de Cavaleiro da Cruz de Ferro (25 de maio de 1942) como Oberleutnant e Staffelkapitän do 5./JG 77[10][11][12]
  - 109ª Folhas de Carvalho (9 de agosto de 1942) como Hauptmann e Staffelkapitän do 5./JG 77[13][14][Nota 2]
  - 78ª Espadas (9 de julho de 1944) como Major e Gruppenkommandeur do III./JG 11[15][16][Nota 3]